# Pratesi (famiglia)
I Pratesi sono un'antica famiglia italiana di parte guelfa, originaria di Firenze.

## Origini
Stipite della famiglia fu Ser Lapo de' Pratesi, Priore in Firenze dalla fine del 1292 all'inizio del 1293. Egli fu membro dell'ultimo collegio di Priori nobili antecedente all'introduzione degli Ordinamenti di Giustizia voluti da Giano Della Bella. La famiglia è attestata nel capoluogo fiorentino per più secoli, ove si arricchì grazie al commercio dei tessuti di lana - arte cui s'iscrisse Santi de' Pratesi nel 1360 - tinta presso il fondaco dei Rucellai. Vincenzio fu dottore in Legge ascritto all’arte dei Giudici e dei Notai nel 1411, mentre Giuseppe dei Pratesi del Lion Nero, ricco mercante, partecipò nel 1472 al finanziamento di una cava d’allume scoperta dai Volterrani nei pressi della loro città. Cambio Pratesi è annoverato fra i giocatori del calcio in livrea nello storico incontro che si tenne a Firenze per il Carnevale del 1530, in cui si distinse per potenza e agilità.
In seguito alla caduta della Repubblica Fiorentina nel 1532, parte della famiglia lasciò Firenze per insediarsi in altre località toscane.

## Pratesi detti "del Lion d'Oro"
Erano a volte indicati come "del Lion d’Oro" (dal nome del gonfalone, sito nel quartiere di San Giovanni, in cui risiedevano in origine) i Pratesi che s’insediarono in Petrognano (oggi frazione del comune di San Godenzo), generando in seguito diversi rami. Il maggiore di questi rientrò a Firenze alla fine del Seicento, ove godette di una certa visibilità anche grazie a unioni matrimoniali con famiglie di spicco quali i Taddei.
Altri di questi Pratesi che lasciarono progressivamente Petrognano furono:
- Il ramo installatosi a Marradi sul principio del XVIII secolo[8]; appartenne a questa famiglia lo scrittore Mario Pratesi[8];
- Il ramo installatosi a Livorno, ove furono organisti di cattedrale e maestri di musica Luigi Pratesi (? - 1871) e il figlio Giuseppe (n. 1841)[9];
- Il ramo di Montecatini.

Fu forse dal ceppo "del Lion d'Oro" che derivò la famiglia Cavina Pratesi, ramo cadetto dei Conti Cavina, tuttora fiorente e proprietaria del castello di Gamberaldi a Marradi.

## I Pratesi del Lion Nero
Discendenti dal già citato Giuseppe Pratesi del Lion Nero, questi Pratesi traevano il loro nome dal gonfalone omonimo sito nel quartiere di Santa Croce, in cui vivevano storicamente. Essi furono proprietari di Casa Pratesi, un edificio sito in via dei Servi 22 a Firenze - tuttora esistente - che serviva probabilmente da sede per le attività legate al commercio della lana. Questa famiglia portava un'arma gentilizia leggermente diversa da quella dell'avo Ser Lapo de' Pratesi.
Nel corso del XVIII secolo questo ramo fu particolarmente in vista e godette di relazioni privilegiate coi casati dei Landi, degli Strozzi, dei Corsini, dei Rinuccini, dei Guadagni, dei Pucci e dei Barbolani. Diede inoltre diversi Podestà alla Toscana: Domenico Maria q. Matteo fu Podestà in numerose località dal 1756 al 1772, nonché membro del Consiglio dei Dugento dal 1758 e due volte Procuratore palatino; suo fratello Francesco Maria fu Podestà a Castelfranco Inferiore nel 1756; Pietro Maria fu Podestà a Val Greve nel 1738, a Civitella nel 1755, a Castelfranco Superiore nel 1762 e a Montelupo nel 1765.
Francesco q. Vincenzio Maria fu Cavaliere dell'Ordine della Corona di Ferro; dal suo matrimonio con Vittoria Landi discese una dinastia di artisti attivi nel mondo della danza, cui appartenne Ferdinando Pratesi.

## Altri rami
Secondo fonti antiche, sempre dai Pratesi di Firenze discesi da Ser Lapo si originò la famiglia Nacchianti Pratesi di Montevarchi.
Nel Settecento risiedeva in Santa Maria Novella, sotto al gonfalone del Lion Rosso, un'ulteriore famiglia Pratesi cui appartenne un Giuseppe Maria (n. 1698), membro dei Dugento dal 1734, nonché Podestà di Bibbiena nel 1742 e di Belforte nel 1747. Egli ebbe numerosa discendenza: si ricorda in particolare il primogenito Giovanni Francesco Gaspero (n. 1734), pupillo del nobile Pier Francesco Ricci.

## Il periodo lorenese
I Pratesi non risultano presenti all'interno del Libro d'Oro redatto secondo le nuove regolamentazioni imposte dopo l'insediamento degli Asburgo-Lorena (1750), sebbene due diverse famiglie - i Pratesi del Lion Nero e i Pratesi dimoranti in Santa Maria Novella - avessero presentato regolare istanza per il riconoscimento del titolo gentilizio.

## Membri illustri
- Mario Pratesi (1842-1921), scrittore e letterato;
- Ferdinando Pratesi (1831-1879), mimo, ballerino e coreografo;
- Giovanni Pratesi (1865-1938), mimo, ballerino e coreografo, figlio del precedente.

## Stemmi

### Blasonatura
La loro arma era «divisa vermiglia e bianca e sopra un Leone rampante contrariante i colori del campo.»